# Cosmic Encounter (igra)
Cosmic Encounter je društvena igra sa karticama za do pet igrača gde svaki predstavlja lidera jedne od vanzemaljskih rasa koji se bori za prevlast.

## Opis i pravila
Svaki igrač dobija jednu od 50 vanzemaljskih rasa, gde svaka ima neke svoje unikatne moći čiji će lider da bude. Dobija pet početnih planeta i armiju svemirskih brodova na njima.
Na početku svakog kruga igrač postaje napadač koji vrši invaziju u galaksije drugih igrača. On šalje svoje svemirkse brodove kroz zvezdanu kapiju i napada planetu drugog igrača. Koga će napasti, saznaje tako što povlači kartu iz Destiny špila.
Bitka se vodi uz pomoć broja svemirskih brodova i kartica napada. Igrači takođe mogu da naprave sporazum i prekinu napad. U slučaju da napadač pobedi branitelja planete, on uništava sve protivničke brodove i postavlja svoje na tu planetu, time stvarajući koloniju.
Da bi pobedio u igri, igrač mora da napravi 5 novih kolonija na bilo kojim planetama izvan svog početnog sistema.

## Spoljašnje veze
BoardGameGeek